# Santuario di Santa Maria della Visione
Il santuario di Santa Maria della Visione è un luogo di culto cattolico di Strugnano, in Slovenia, nel territorio della diocesi di Capodistria.

## Storia
Sul sito attuale già attorno al 1200 sorgeva una prima chiesetta, della quale si occupavano le monache benedettine, il cui monastero era situato presso la chiesetta di San Basso (ove ora sorge villa Tartini), che dipendeva dal monastero delle benedettine di Santa Maria di Aquileia. Dopo che ebbero lasciato queste terre (attorno al 1211 con la donazione alla Chiesa di San Giorgio di Pirano), la chiesa e il monastero vennero presi in custodia dai monaci benedettini, che vi si recavano a pregare durante il giorno quando lavoravano nei vitigni circostanti, sebbene risiedessero nel monastero di San Lorenzo di Portorose oltre le saline. Quando i benedettini abbandonarono Strugnano (fine XIV secolo), a loro subentrarono i sacerdoti diocesani in cura d'anime di Pirano, che fino al XVI secolo mandarono un proprio cappellano, che risiedeva accanto alla chiesa.
L'edificio sacro era fortemente segnato dal passare del tempo quando, nel 1963, la ricca vedova piranese Osvalda Petronio Barcazza lo fece restaurare.

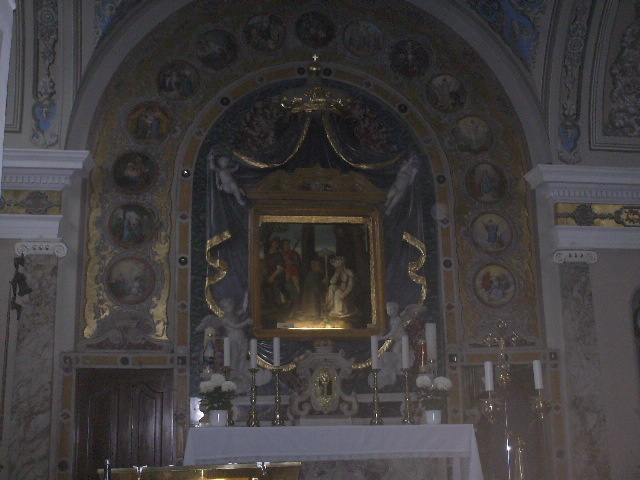
Altare Maggiore

## Santuario di Santa Maria della Visione
Nella notte fra 14 e 15 agosto 1512, alle porte della chiesetta, Giovanni Grandi e Pietro di Zagabria, guardiani notturni dei vigneti, ebbero secondo la tradizione un'apparizione mariana. Dopo questo evento la chiesa fu ribattezzata Santa Maria della Visione, diventando ben presto il più importante santuario istriano, nonché luogo di richiamo anche per pellegrini e visitatori da lontano. La scena dell'apparizione fu dipinta sul legno da Francesco Valerio (1520 circa) e ancora oggi l'immagine adorna l'altare maggiore. Nei decenni successivi la chiesa fu ampliata. Tommaso Gregorin, parroco di Pirano ed egli stesso pittore, commissionò per il santuario dieci grandi scene della vita della Madonna, dalla nascita alla glorificazione.

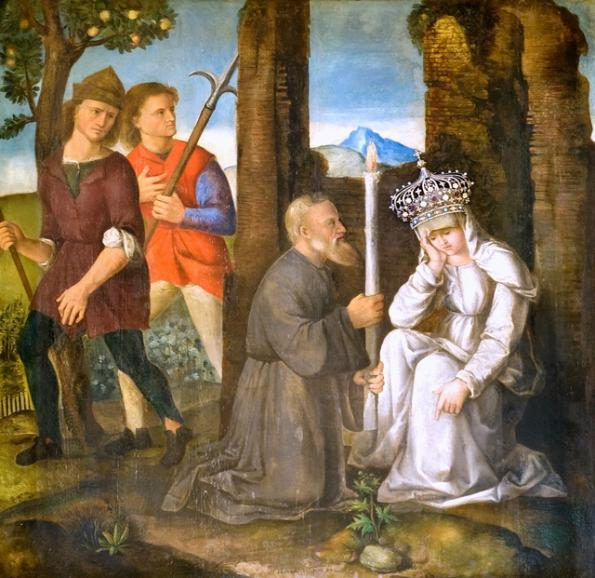
Visione di Santa Maria

Nell'autunno del 1907, la cura del santuario di Strugnano fu consegnata ai frati della provincia francescana di Trento, che prima della celebrazione del quattrocentenario dall'apparizione della Madonna fecero restaurare alcune immagini all'interno della chiesa e dipingere il soffitto della navata. Inoltre, per lo stesso anniversario del 1912, il vescovo di Trieste e Capodistria Andrej Karlin, con il patrocinio del vescovo di Lubiana Jeglič e del missionario francescano Marconi, ricevette da papa Pio X il permesso di incoronare solennemente la misericordiosa immagine della Madonna di Strugnano. L'ultimo francescano italiano morì nel gennaio 1955 ed è sepolto presso il cimitero di Pirano. Dopo la sua morte l'amministrazione del santuario passò ai francescani sloveni della provincia di Santa Croce, con sede a Lubiana. Nel marzo del 1961 Strugnano divenne parrocchia autonoma e da allora il santuario di Santa Maria della Visione è anche chiesa parrocchiale.

### In lingua italiana
- 500 anni Apparizione della BV Maria Strugnano (1512-2012)
- Rino Cammilleri, Tutti i giorni con Maria, calendario delle apparizioni, Milano, Edizioni Ares, 2020, ISBN 978-88-815-59-367.

### In lingua slovena
- Špeh Rožana Marija, kras Strunjana: strunjanska pesmarica 1512 -2012, Župnijski urad Strunjan, Strunjan, 2009 COBISS ID=246552832
- Petrič, Franci: Slovenske božje poti, Ljubljana, Založba Družina, 2008  COBISS ID=2406044162 ISBN 978-961-222-692-3